# Yolpinar
Yolpınar es un pueblo localizado en el distrito de Suluova, provincia de Amasya, Turquía. Su población total es de 223 personas (2021).